# Avåkningsvarnare
Avåkningsvarnare är ett system i ett motorfordon som gör föraren uppmärksam på om fordonet oavsiktligt är på väg att lämna körfältet.
Avåkningsvarnare finns som tillbehör till bilar från bland andra BMW, Citroën (AFIL), Saab, Volvo och Lexus.